# Harrislee
Harrislee (Deens: Harreslev) is een gemeente in de Duitse deelstaat Sleeswijk-Holstein. De plaats, direct aan de grens met Denemarken, maakt deel uit van de Kreis Schleswig-Flensburg. Harrislee heeft een Deenstalige minderheid.
Harrislee telde op de peildatum van de meest recente statistiek 11.770 inwoners.

## Indeling van de gemeente
Tot de gemeente behoren naast de hoofdplaats Harrislee een aantal Ortsteile. Het grootste daarvan is het dorp Niehuus, Deens: Nyhus. Andere Ortsteile zijn de dorpjes Wassersleben (Deens: Sosti), aan de Flensburger Förde, en Kupfermühle (Deens: Kobbermølle), rondom de voormalige koper- en messingfabriek (zie onder: Geschiedenis).
De gemeente voert geen wapen. In plaats daarvan wordt het gemeentelijke logo zeer vaak en voor veel verschillende doelen gebruikt.

## Geografie en infrastructuur
Harrislee is dicht bebouwd, evenals de zuidoostelijke buurgemeente Flensburg.  Het heeft dan ook het karakter van een voorstad van Flensburg, hoewel de mensen uit Harrislee grote waarde hechten aan de zelfstandigheid van hun gemeente. Aan de noordwestkant van Harrislee ligt Denemarken. De voormalige Deense gemeente Bov, die tegenwoordig deel uitmaakt van Aabenraa, grenst aan Harrislee. In het zuidwesten grenst Harrislee aan Handewitt. In het noordoosten grenst de gemeente voor een klein stukje aan de zeearm Flensburger Förde.
Door de gemeente loopt de Bundesstraße 200, en Harrislee is het beginpunt van het westelijke gedeelte van de Bundesstraße 199. Ten westen van Harrislee ligt afrit 2 van de Autobahn A 7.
Harrislee heeft geen spoorwegaansluiting. Wel doen enkele stadsbuslijnen van Flensburg volgens een frequente dienstregeling de gemeente aan.

## Economie
In de gemeente Harrislee zijn opvallend veel bedrijven in de sector bouwnijverheid gevestigd. Ook staan er enige grenssupermarkten, gericht op Deense klandizie. Sterkedrank, zoetwaren en sigaretten zijn, door verschillen in accijnzen, in Duitsland beduidend goedkoper dan in Denemarken.
De gemeente Harrislee trekt toeristen uit de regio aan, onder andere vanwege het aanwezige bos en strand.

## Geschiedenis

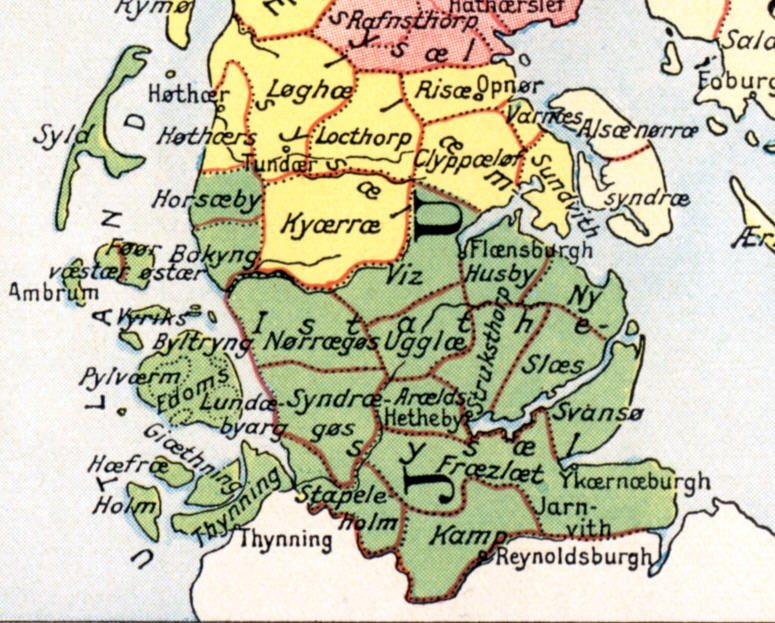
Locatie Istedsyssel (groene kleur) in het 13e-eeuwse Denemarken
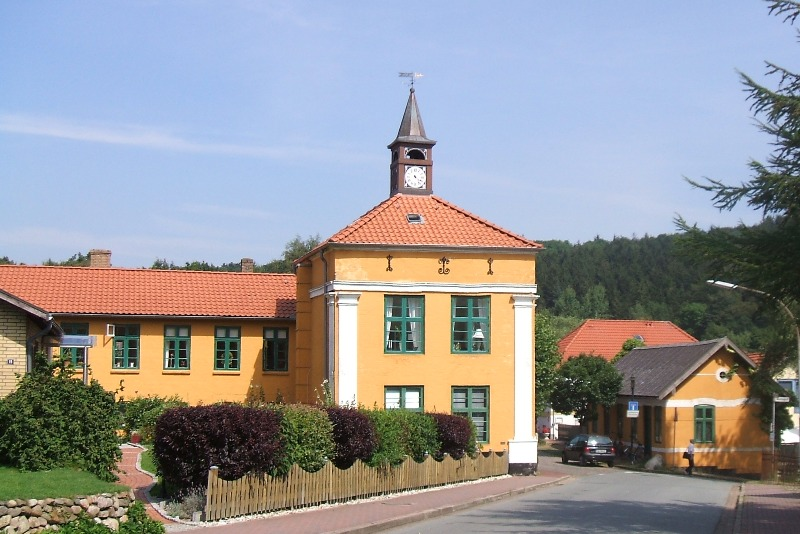
Bedrijfsnederzetting Kupfermühle
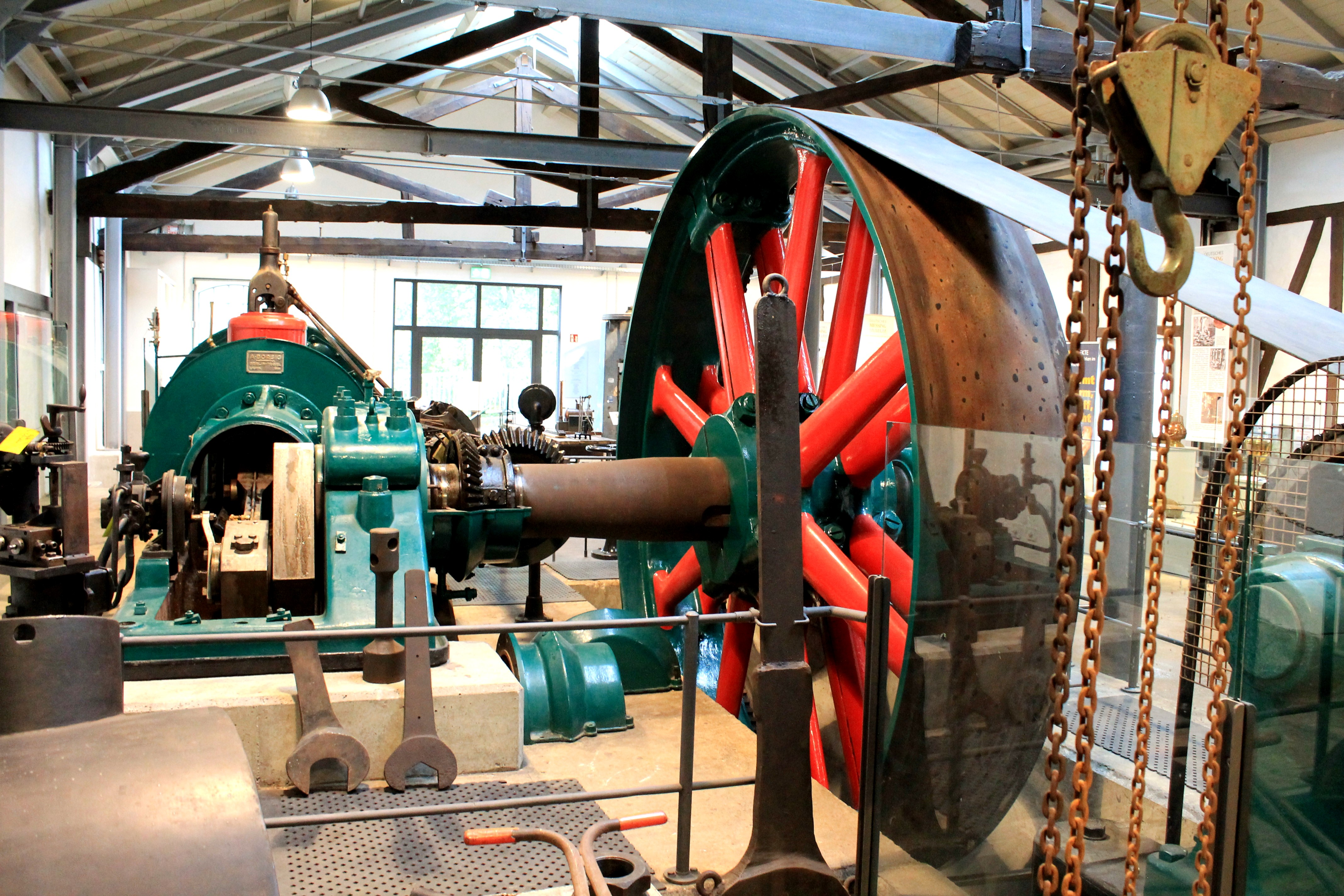
Stoommachine in de voormalige Kupfermühle

Het gebied waar Harrislee ligt was al in de jonge steentijd bewoond. Dit blijkt uit de hunebedden uit de tijd van de Trechterbekercultuur (3500-2800 v.Chr.) die in deze streek veel voorkomen. Van 1345 tot 1431 stond er een burcht bij het dorp Niehuus. 
In 1231 liet  koning Waldemar II van Denemarken het Grondboek van Waldemar opstellen. Daarin werd de administratieve indeling van het toenmalige Denemarken, inclusief Sleeswijk, vastgelegd. In dit Jordbog wordt de herred Wiesharde, Deens: Vis/Viz Herred, in het syssel Istathe- of Istedsyssel omschreven.  In 1352 wordt het in deze Vis Herred gelegen  Haringslof (erfdeel-hoeve van de familie van een zekere Hari; Deens lev = erfdeel, verwant met Engels to leave, achterlaten) voor het eerst in een document vermeld.
In de 17e eeuw, vermoedelijk vóór 1633, liet koning Christiaan IV van Denemarken aan de Kruså een kopermolen bouwen voor de verwerking van Scandinavische metaalertsen en verscheping via Flensburg (dat toen onder Christiaans heerschappij viel). Rond 1800 was dit de grootste fabriek van het gehele Hertogdom Sleeswijk. In 1830 kwam de kopermolen in handen van particuliere ondernemers. Het bedrijf produceerde tot circa 1860 onder andere beplating voor onderzeese delen van houten zeilschepen, die bescherming boden tegen de paalworm. Nadat het gebied in 1864 Pruisisch werd, werd de kopermolen gemoderniseerd. In 1871 kwamen er stoommachines. Sinds 1889 heette het bedrijf Crusauer Kupfer- und Messingfabrik AG. In de Eerste Wereldoorlog produceerde de fabriek onderdelen voor granaten en in de Tweede Wereldoorlog allerlei halffabricaten voor andere wapenfabrieken. In 1962 werd de fabriek gesloten. Het gebouwencomplex zou daarna het Industriemuseum Kupfermühle gaan huisvesten.
In de 18e en vooral de 19e eeuw was er in deze regio een groot aantal baksteenfabrieken (Ziegeleien) gevestigd.
De Tweede Wereldoorlog veroorzaakte in Harrislee naar verhouding weinig materiële schade. Van 1929 tot 1943 bestond in Harrislee een Cafe Waldheim. De uitbaters daarvan, Sophie en Amandus Lützen, waren sociaal-democraten en tegenstanders van de nazi's. Tot 1943 was dit café een trefpunt van verzetsmensen, en de plek, van waaruit de vlucht van veel Duitse Joden naar Scandinavië werd georganiseerd. Het echtpaar Lützen werd in 1943 door de Gestapo opgepakt. Amandus overleed kort na de bevrijding in 1945, het lot van Sophie is onbekend.
Na de oorlog zijn er grenswijzigingen tussen Harrislee en buurstad Flensburg doorgevoerd. Daardoor kwam het kustgebied bij Wassersleben aan Harrislee, waar men vervolgens het nu nog in gebruik zijnde toeristenstrand aanlegde.
Van 1984 tot 2016 was bij Harrislee Eissporthalle Gletscher gevestigd. Hij werd om milieutechnische redenen gesloten. In het nabije Hotel des Nordens heeft in 1981 Richard Nixon gelogeerd, deze was bevriend met de eigenaar.

## Landschap en recreatie

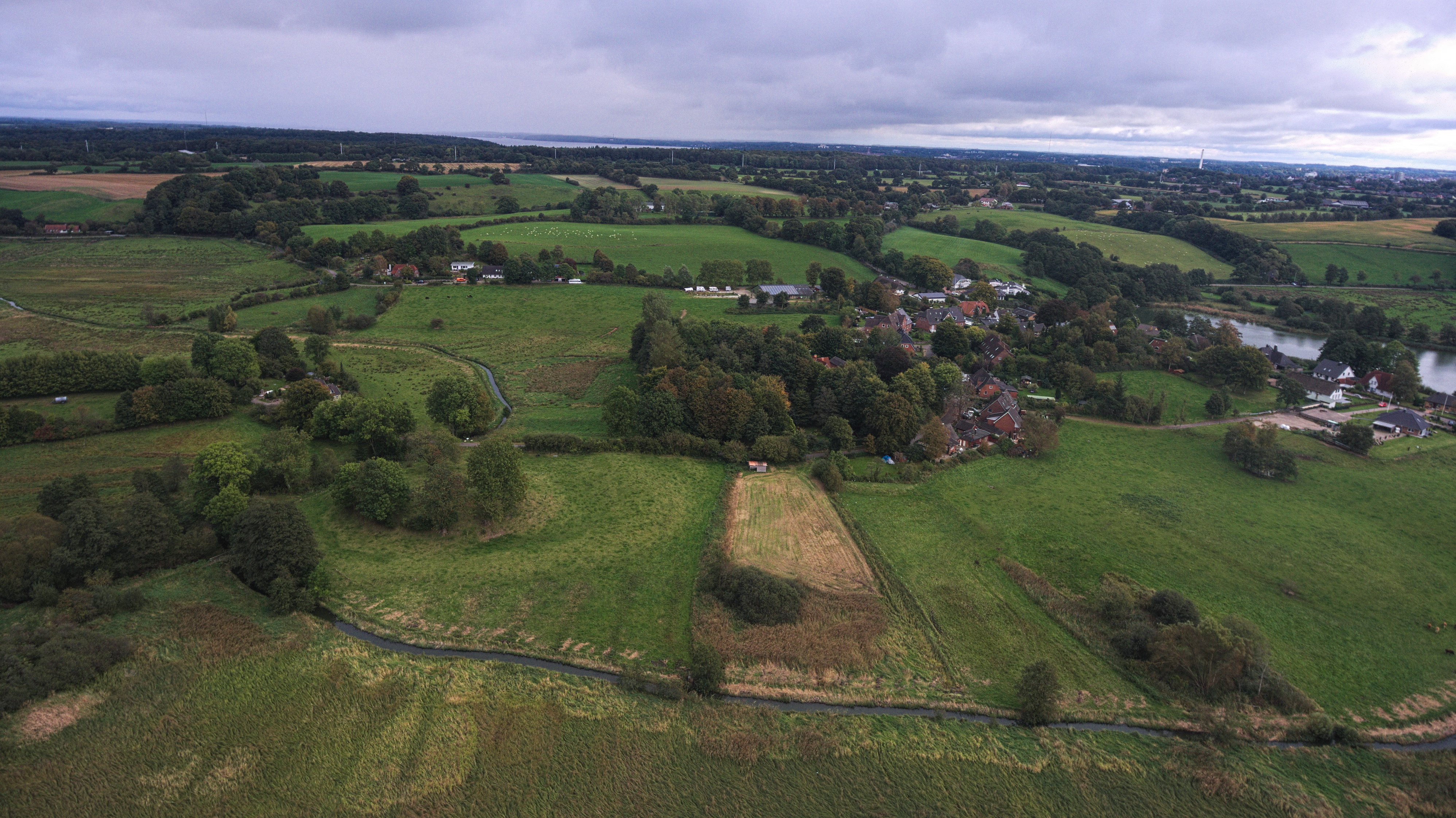
Landschap rondom Niehuus
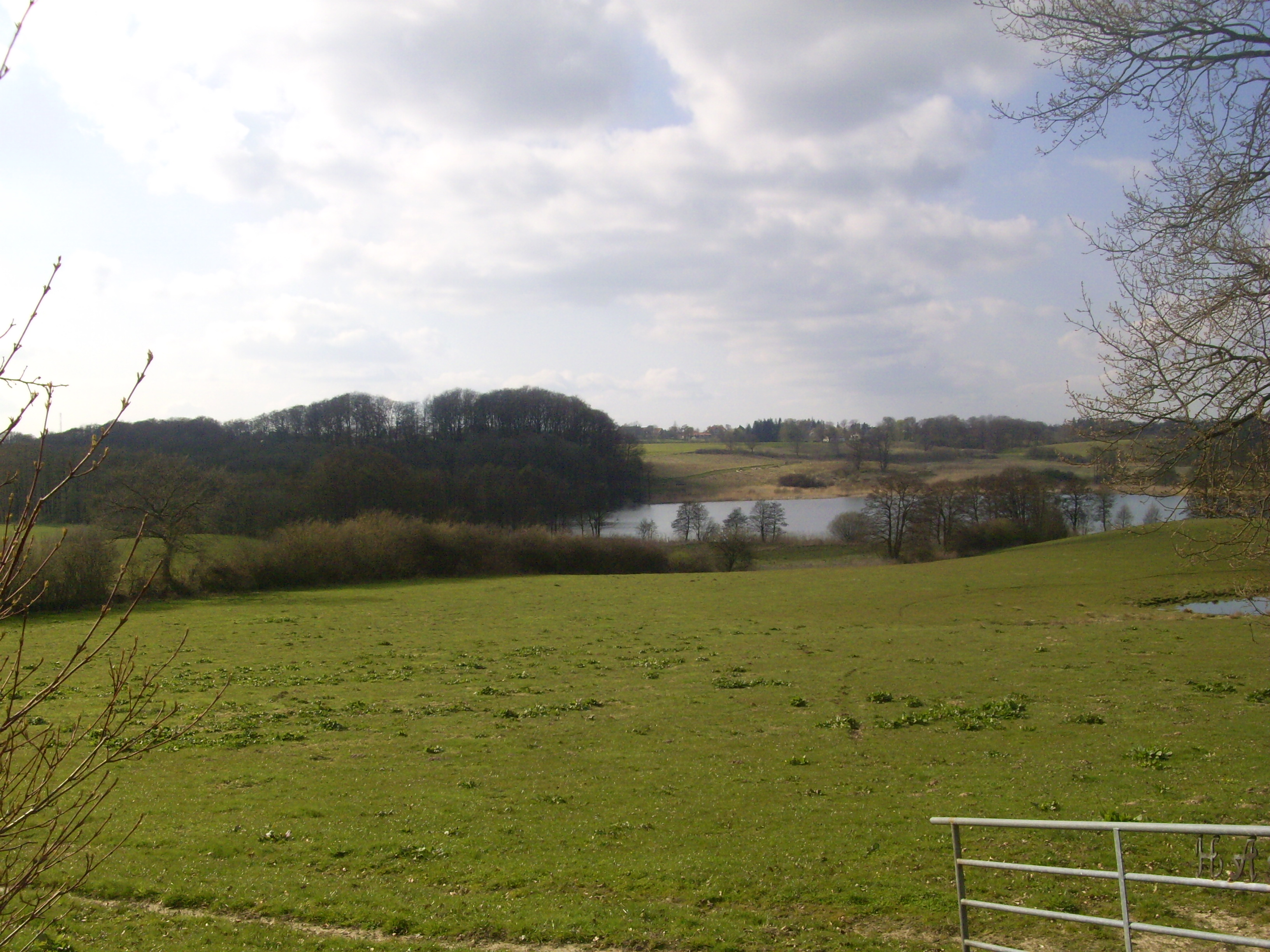
Landschap Kursau-tunneldal
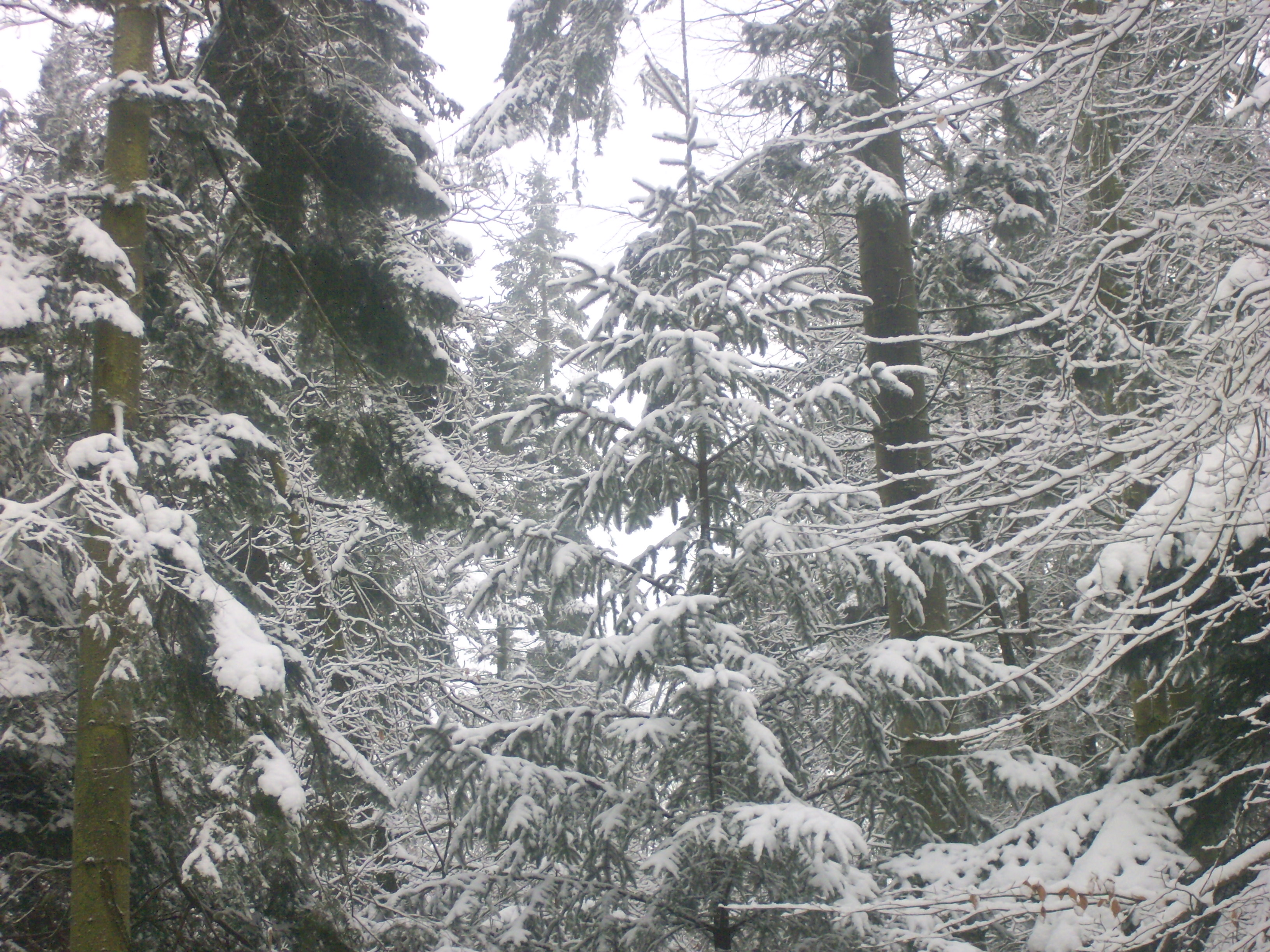
Het Klueser Wald, januari 2010
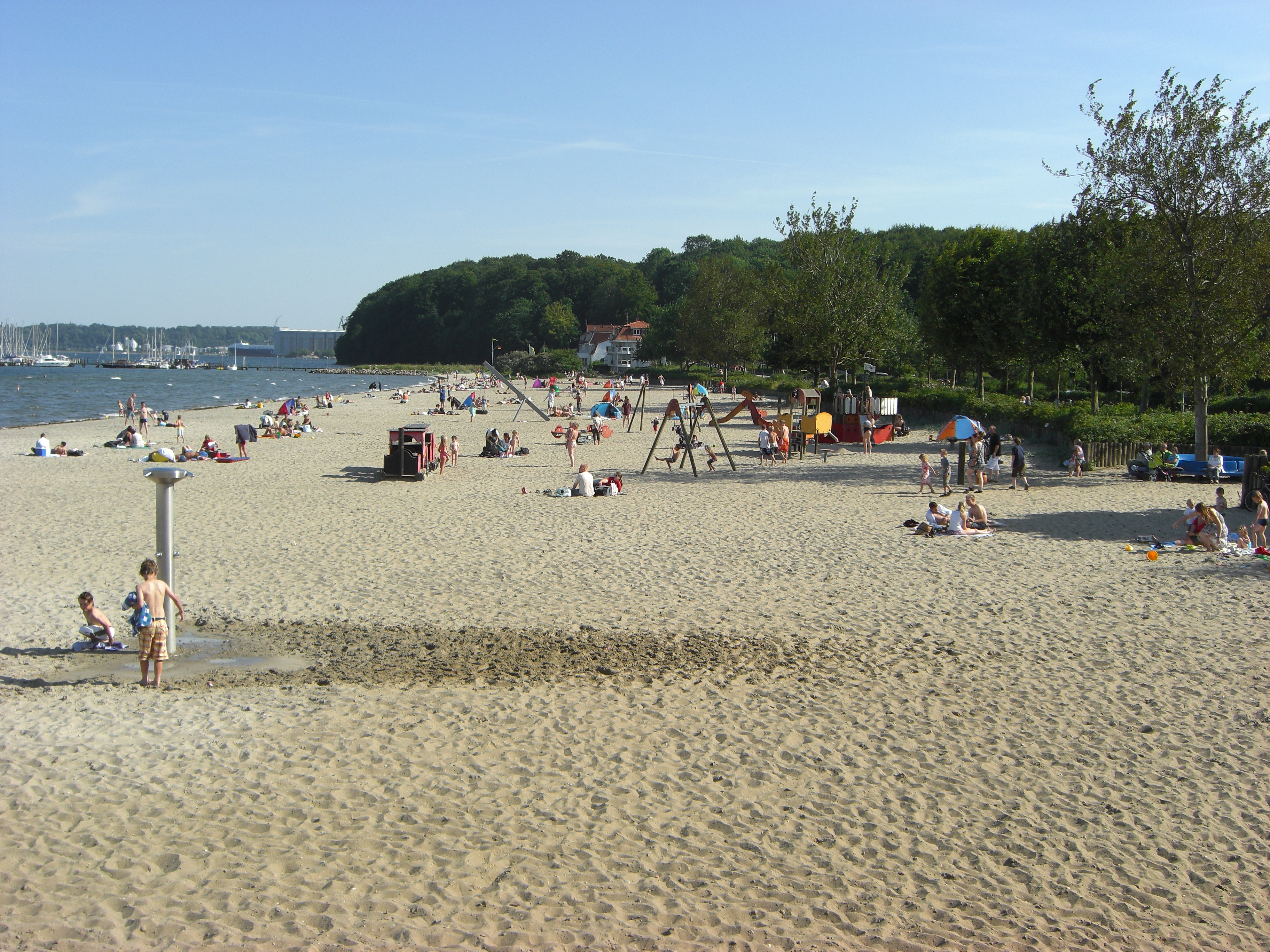
Strand van Wassersleben
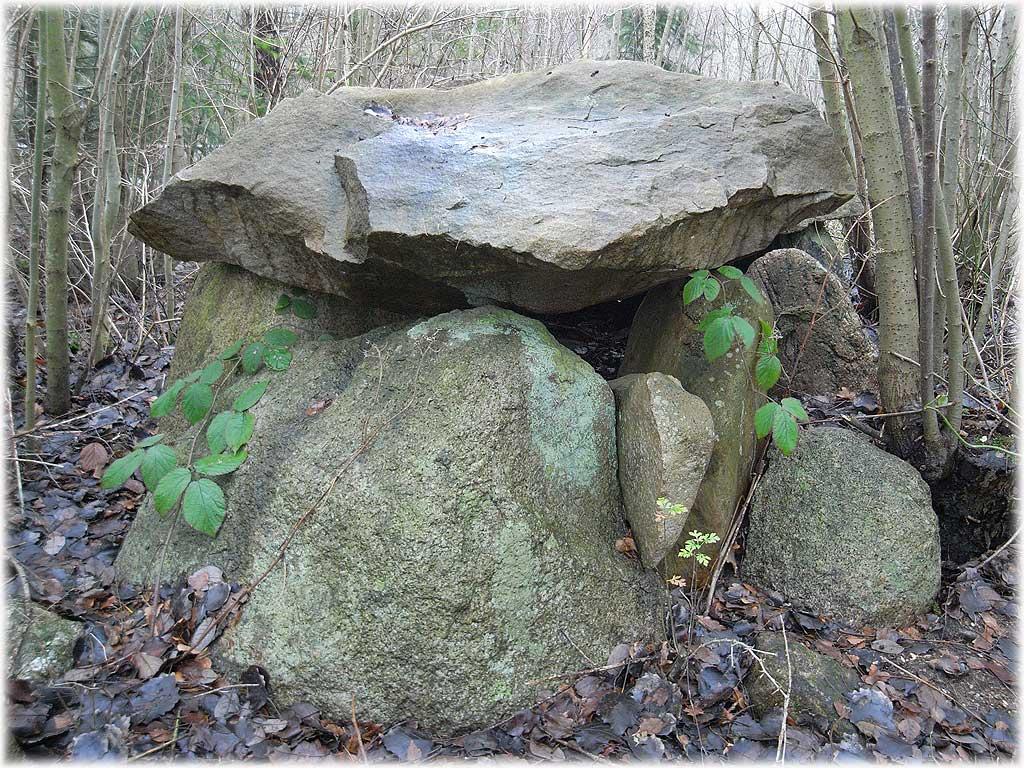
Steingrab Räuberhauptmannsberg

Langs de Duits-Deense grens loopt hier een riviertje met de naam Krusau (Deens: Kruså). Dit stroomt door een, in de laatste ijstijd door uitschuring van gletsjermateriaal ontstaan, zogenaamd tunneldal oostwaarts naar de Flensburger Förde. Dit Krusau-tunneldal is ten dele natuurgebied.  In het gebied ligt, grotendeels in de gemeente Harrislee, het 109 hectare grote Klueser Wald, een oud productiebos van Flensburg. Er staan relatief veel naaldbomen. Het bos is ietwat heuvelachtig (hoogte van circa 5-55 m boven de zeespiegel). De 'recreatiedruk' op het bos is groot, het is het grootste bos in de omgeving van Flensburg dat zich leent voor wandelen en andere vormen van dagrecreatie. 
Aan de oostkant van Harrislee ligt het dorpje Wassersleben. Ooit was dit een kleine villawijk van Flensburg. Het is vooral bekend als badplaats, met recreatiestrand, aan de Flensburger Förde. Dichtbij Wassersleben bevindt zich een van de hunebedden uit de tijd van de Trechterbekercultuur (3500-2800 v.Chr.), die in deze streek veel voorkwamen. Het in 1934 bij de bouw van een vakantiehuisje ontdekte megalietmonument draagt de naam Steingrab Räuberhauptmannsberg. Het ligt aan de Bundesstraße 200.
Ahneby ·
Alt Bennebek ·
Arnis ·
Ausacker ·
Bergenhusen ·
Böel ·
Böklund ·
Bollingstedt ·
Boren ·
Borgwedel ·
Börm ·
Böxlund ·
Brebel ·
Brodersby ·
Busdorf ·
Dannewerk ·
Dollerup ·
Dollrottfeld ·
Dörpstedt ·
Eggebek ·
Ellingstedt ·
Erfde ·
Esgrus ·
Fahrdorf ·
Freienwill ·
Gelting ·
Geltorf ·
Glücksburg ·
Goltoft ·
Grödersby ·
Groß Rheide ·
Großenwiehe ·
Großsolt ·
Grundhof ·
Handewitt ·
Harrislee ·
Hasselberg ·
Havetoft ·
Hollingstedt ·
Holt ·
Hörup ·
Hürup ·
Husby ·
Hüsby ·
Idstedt ·
Jagel ·
Janneby ·
Jardelund ·
Jerrishoe ·
Jörl ·
Jübek ·
Kappeln ·
Klappholz ·
Klein Bennebek ·
Klein Rheide ·
Kronsgaard ·
Kropp ·
Langballig ·
Langstedt ·
Lindewitt ·
Loit ·
Lottorf ·
Lürschau ·
Maasbüll ·
Maasholm ·
Medelby ·
Meggerdorf ·
Meyn ·
Mittelangeln ·
Mohrkirch ·
Munkbrarup ·
Neuberend ·
Nieby ·
Niesgrau ·
Norderbrarup ·
Norderstapel ·
Nordhackstedt ·
Nottfeld ·
Nübel ·
Oersberg ·
Oeversee ·
Osterby ·
Pommerby ·
Rabel ·
Rabenholz ·
Rabenkirchen-Faulück ·
Ringsberg ·
Rügge ·
Saustrup ·
Schaalby ·
Schafflund ·
Scheggerott ·
Sleeswijk ·
Schnarup-Thumby ·
Schuby ·
Selk ·
Sieverstedt ·
Silberstedt ·
Sollerup ·
Sörup ·
Stangheck ·
Steinberg ·
Steinbergkirche ·
Steinfeld ·
Sterup ·
Stolk ·
Stoltebüll ·
Struxdorf ·
Süderbrarup ·
Süderfahrenstedt ·
Süderhackstedt ·
Süderstapel ·
Taarstedt ·
Tarp ·
Tastrup ·
Tetenhusen ·
Tielen ·
Tolk ·
Treia ·
Twedt ·
Uelsby ·
Ulsnis ·
Wagersrott ·
Wallsbüll ·
Wanderup ·
Wees ·
Weesby ·
Westerholz ·
Wohlde